# Château de Monboucher
Le château de Monboucher est situé sur la commune de Lamonzie-Saint-Martin, en Dordogne, au village du Monteil.

## Historique
Ce château, qui dépendait de la châtellenie du Château de Moncuq, a été construit par les Fontvieille (ou Fontvielhe) à la fin du XVIIe siècle, probablement à  l’époque de l’anoblissement de la famille. A l’orée de la Révolution, le seigneur du lieu, Hilaire de Fontvieille, se titrait baron de Fontvieille; il ajoutait baron de Moncuq, alors que ce château était démantelé depuis 1628. Il a acquis en copropriété le château de Moncuq avec Louis de Briançon, baron de Perrou, en 1777.
Ci-dessous un extrait du texte officiel de l'anoblissement du baron de Fontvieille :
"Messire Alexandre Rigaud de Grandefon, écuyer, seigneur de Gazenat, les Guignarde, les Mingauds et autres lieux, habitant de sa maison de la Bourguette, paroisse de Pineuil, en cette juridiction, lequel bon gré et volonté, a, par ces présentes, fait et constitué pour procureur général et spécial, une qualité ne dérogeant à autre personne de baron de Fonvielhe, écuyer, chevalier, seigneur de Monboucher, Moncuq et autres lieux, habitant de son château de Monboucher, paroisse de Monteil, juridiction de Moncuq. 
Signé : Rigaud de Grandefond ; en marge : le baron De Fonvieille, ne varietur"
Le château de Monboucher est de pur style classique avec un vaste corps de logis à deux niveaux calé entre les pavillons. 
Les proportions sont bonnes, le matériau correct, les détails sagement traités. Pourtant, l’ensemble est un peu sec, en dépit de la corniche à modillons qui souligne le toit brisé.
L’Empire a quelque peu retouché la façade. La chapelle, proche de la demeure, date du XVIIe siècle ; c’est une chapelle carrée, simple, comme en possédaient encore tant de châteaux du Périgord vers 1930. Un propriétaire insouciant lui a fait perdre ses lambris qui accompagnaient un retable baroque.
La bâtisse principal est entourée de 2 pavillons. La chapelle est située dans le pavillon ouest. La cave du château est remarquable avec ses voûtes et ses dimensions: elle fait la longueur du château.
Devenu un haras pour chevaux de trot dans les années 1970-1980,le château a été revendu à différents propriétaires privés ensuite.
Rénové de fond en comble dans les années 2020, le château est devenu une copropriété qui offre une vie de châtelains à plusieurs propriétaires. Ses portes sont ouvertes à des artistes en résidence afin de promouvoir l'art contemporain ( https://artfacts.net/institution/collection-chateau-de-monboucher/62988).